# Анап (Ен)
Анап (фр. Hannapes) насеље је и општина у североисточној Француској у региону Пикардија, у департману Ен (Пикардија) која припада префектури Вервен.
По подацима из 2011. године у општини је живело 296 становника, а густина насељености је износила 32,31 становника/km². Општина се простире на површини од 9,16 km². Налази се на средњој надморској висини од 177 метара (максималној 185 m, а минималној 100 m).

## Демографија
| 1962. | 1968. | 1975. | 1982. | 1990. | 1999. | 2011. |
| ----- | ----- | ----- | ----- | ----- | ----- | ----- |
| 384   | 386   | 359   | 351   | 272   | 278   | 296   |

График промене броја становника у току последњих година